# فهرست طراحان صنعتی
طراحان صنعتی و طراحان محصولات زیر از جمله افرادی هستند که به خاطر دستاوردهای خود در طراحی صنعتی یا محصول مورد توجه قرار گرفته‌اند یا سهم فوق‌العاده‌ای در طراحی صنعتی یا فلسفهٔ طراحی داشته‌اند.
این فهرست بر اساس جنبش‌های طراحی اصلی قرن بیستم طبقه‌بندی شده‌است. اگرچه بسیاری از طراحان صنعتی این فهرست از بسیاری از این گرایش‌ها پیروی می‌کنند، اما تحت جنبشی که بیشتر با آن مرتبط هستند فهرست شده‌اند.

## جنبش هنر و صنایع دستی(۱۹۲۰–۱۸۵۰)
- ویلیام موریس (۱۸۹۶–۱۸۳۴)[۷]
- چارلز وویزی (۱۹۴۱–۱۸۵۷)[۸]
- والتر کران (۱۹۱۵–۱۸۴۵)[۹]
- ویلیام آر. لثابی (۱۹۳۱–۱۸۵۷)[۱۰]
- آرتور هیگیت مکموردو (۱۹۴۲–۱۸۵۱)[۱۱]
- فیلیپ وب (۱۹۱۵–۱۸۳۱)[۱۲]

## جنبش زیبایی‌شناسی (۱۸۹۰–۱۸۶۰)
- چارلز رابرت اشبی (۱۹۴۲–۱۸۶۳)[۱۳]
- آرچیبالد ناکس (۱۹۳۳–۱۸۶۴)[۱۴]

## ژاپنیسم(۱۹۲۰–۱۸۵۰)
سبک انگلیسی-ژاپنی را نیز ببینید.
- کریستوفر درسر (۱۹۰۴–۱۸۳۴)[۱۶]
- ادوارد ویلیام گادوین (۱۸۸۶–۱۸۳۳) میز پادیواری[۱۷][۱۸]

## تونت بنتوود (۱۸۵۰–به بعد)
- تونت بنتوود[۱۹][۲۰]

## هنر نو یا آر نووُ(۱۹۱۰–۱۸۸۰)
همچنین به اسامی جدایی وین در اتریش، یوگنداشتیل در آلمان، و مکتب گلاسگو در بریتانیا شناخته می‌شود.
- ویکتور هورتا (۱۹۴۷–۱۸۶۱)[۲۱][۲۲]
- آنتونی گائودی (۱۹۲۶–۱۸۵۲)[۲۳][۲۴][۲۵]
- امیل گاله (۱۹۰۴–۱۸۴۶)[۲۶]
- لویی ماژورل (۱۹۲۶–۱۸۵۹)
- هانری وان ده ولده (۱۹۵۷–۱۸۶۳)[۲۷][۲۸][۲۹][۳۰]

## مکتب گلاسگو(۱۹۲۹–۱۸۸۰)
- چارلز رنی مکینتاش (۱۹۲۹–۱۸۶۸)[۳۱][۳۲][۳۳]
- مارگارت مک‌دونالد (۱۹۳۳–۱۸۶۴)[۳۴][۳۵]
- فرانسیس مک‌دونالد (۱۹۲۱–۱۸۷۳)
- هربرت مک‌نیر (۱۹۵۵–۱۸۶۸)

## جدایی وین یا اتحادیهٔ هنرمندان تجسمی اتریش(۱۹۰۵–۱۸۹۵)
توجه - این دسته همچنین شامل طراحان کارگاه وینی (وینر ورکشتاته) (۱۹۳۲–۱۹۰۵) می‌شود.
- یوزف هفمان (۱۹۵۶–۱۸۷۰)[۳۹]
- اوتو واگنر (۱۹۱۸–۱۸۴۱)[۴۰][۴۱]
- گوستاو کلیمت (۱۹۱۸–۱۸۶۲)[۴۲]
- کولمان موزا (۱۹۱۸–۱۸۶۸)[۴۳]
- یوزف ماریا البریش (۱۹۰۸–۱۸۶۷)[۴۴]
- ماکس کورتسوایل (۱۹۱۶–۱۸۶۷)[۴۵]
- ویلهلم برناتزیک (۱۹۰۶–۱۸۵۳)[۴۶]

## یوگنداشتیل(هنر نو) (۱۹۰۵–۱۸۹۵)
- یوزف ماریا البریش (۱۹۰۸–۱۸۶۷)[۴۴]
- هانری وان ده ولده[۲۷][۲۸][۲۹][۳۰]
- پیتر بهرنز (۱۹۴۰–۱۸۶۸)[۴۷]

## مدرنیسم(۱۹۳۹–۱۹۱۰)
- آیلین گری (۱۹۷۶–۱۸۷۸) ویلای ای-۱۰۲۷ (ساخت ۱۹۲۹–۱۹۲۶)[۴۸]
- لو کوربوزیه (۱۹۶۵–۱۸۸۷) ویلا ساوا (ساخت ۱۹۲۸ و ۱۹۳۱)[۴۹][۵۰]
- شارلوت پریاند (۱۹۹۹–۱۹۰۳)[۵۱]
- فرانک لوید رایت (۱۹۵۹–۱۸۶۷) خانه آبشار (ساخته شده در ۱۹۳۵)[۵۲][۵۳]
- آلوار آلتو (۱۹۷۶–۱۸۹۸)[۵۴]
- ارو سارینن (۱۹۶۱–۱۹۱۰) مرکز پرواز هواپیمایی تی.دبلیو.ای. (ساخت ۱۹۶۲)[۵۵][۵۶]
- کارلو اسکارپا (۱۹۷۸–۱۹۰۶)[۵۷][۵۸]

## د استایل(۱۹۲۸–۱۹۱۷)
- تئو فان دوشبورخ (۱۹۳۱–۱۸۸۳)[۵۹][۶۰]
- خریت ریتفلد (۱۹۶۴–۱۸۸۸)[۶۱]
- سوفی تویبر-آرپ (۱۹۴۳–۱۸۸۹)[۶۲]
- مارت استام (۱۹۸۶–۱۸۹۹)[۶۳][۶۴]

## باوهاوس(۱۹۳۰–۱۹۲۰)
- والتر گروپیوس (۱۹۶۹–۱۸۸۳)[۶۵][۶۶]
- ماریانه برانت (۱۹۸۳–۱۸۹۳)[۶۷]
- پیتر بهرنز (۱۹۴۰–۱۸۶۸)[۴۷]
- مارسل بروئر (۱۹۸۱–۱۹۰۲)[۶۸]
- لودویگ میس فن در روهه (۱۹۶۹–۱۸۸۶)[۶۹]
- لاسلو موهولی-ناگی (۱۹۴۶–۱۸۹۵)[۷۰][۷۱]
- ویلهلم واگنفلد (۱۹۹۰–۱۹۰۰)[۷۲][۷۳]
- کریستین دل (۱۹۷۴–۱۸۹۳)[۷۴][۷۵]

## مدرن اواسط قرن(۱۹۵۹–۱۹۴۵)
- لیلی رایش (۱۹۴۷–۱۸۸۵)[۷۶]
- گرتا فون نسن (۱۹۷۵–۱۸۹۸)[۷۷]
- جو پونتی (۱۹۷۹–۱۸۹۱)[۷۸]
- جورج نلسون (۱۹۸۶–۱۹۰۸)[۷۹]
- چارلز (۱۹۷۸–۱۹۰۷) و ری ایمز (۱۹۸۸–۱۹۱۲)[۸۰]
- گبی شرایبر (۱۹۹۱–۱۹۱۶)[۸۱]
- دیوید رولند (۲۰۱۰–۱۹۲۴)[۸۲]

دانشجویان باوهاوس
- ماکس بیل (۱۹۹۴–۱۹۰۸)[۸۳]
- هربرت هیرشه (۲۰۰۲–۱۹۱۰)[۸۴]

## طراحی اسکاندیناوی(دههٔ ۱۹۵۰)
- آینو آلتو (۱۹۴۹–۱۸۹۴)[۸۵]
- پوئل هنینگسن (۱۹۶۷–۱۸۹۴)[۸۶]
- آرنه یاکوبسن (۱۹۷۱–۱۹۰۲)[۸۷]
- تاپیو ویرککالا (۱۹۸۵–۱۹۱۵)
- ینس کویستگارد (۲۰۰۸–۱۹۱۹)
- ورنر پنتون (۱۹۹۸–۱۹۲۶)
- ارو آرنیو (زادهٔ ۱۹۳۲)
- کای فرانک (۱۹۸۹–۱۹۱۱)
- سیمو هیکیلا (زادهٔ ۱۹۴۳)
- تیمو سارپانوا (۲۰۰۶–۱۹۲۶)
- اویوا تویکا (۲۰۱۹–۱۹۳۱)
- برونو ماتسون (۱۹۸۸–۱۹۰۷)
- یاکوب ینسن (۲۰۱۵–۱۹۲۶)

## آرت دکو(۱۹۴۰–۱۹۱۹)
- امیل-ژاک رولمان (۱۹۳۳–۱۸۷۹)
- گئورگ ینسن (۱۹۶۶–۱۹۳۵)
- آلفونسو بیالتی (۱۹۷۰–۱۸۸۸)
- جورج کارواردین (۱۹۴۷–۱۸۸۷)
- مارچلو نیتزولی (۱۹۶۹–۱۸۸۷)
- دونالد دسکی (۱۹۸۹–۱۸۹۴)
- باکمینستر فولر (۱۹۸۳–۱۸۹۵)
- بل کوگان (۲۰۰۰–۱۹۰۲)
- الکسیس دی ساکنوفسکی (۱۹۶۴–۱۹۰۱)
- ویکتور شرکنگوست (۲۰۰۸–۱۹۰۶)
- والتر دوروین تیگ (۱۹۶۰–۱۸۸۳)
- راسل رایت (۱۹۷۶–۱۹۰۴)
- اوا زایزل (۲۰۱۱–۱۹۰۶)
- موریس آسکالون (۲۰۰۳–۱۹۱۳)

## معماری کنستراکتیویسموکنستراکتیویسم (هنر)(۱۹۲۰ – اوایل دهۀ ۱۹۳۰)
- مویسی گینزبورگ، معمار (۱۹۴۶–۱۸۹۲)
- الکساندر رودچنکو (۱۹۵۶–۱۸۹۱)
- نائوم گابو (۱۹۷۷–۱۸۹۰)
- لاسلو موهولی-ناگی (۱۹۴۶–۱۸۹۵)
- آنتوان پفسنر (۱۹۶۲–۱۸۸۶)
- لیوبوف پوپوا (۱۹۲۴–۱۸۸۹)
- ولادیمیر تاتلین (۱۹۵۳–۱۸۸۵)
- هرمان گلوکنر، نقاش و مجسمه‌ساز (۱۹۸۷–۱۸۸۹)

## استریم‌لاین مدرن(۱۹۳۹–۱۸۷۰)
- هنری دریفوس (۱۹۷۲–۱۹۰۴)
- ریموند لووی (۱۹۸۶–۱۸۹۳)
- نورمن بل گدس (۱۹۵۸–۱۸۹۳)

## دورۀ رادیکالانقلاب فرهنگی (طراحی) (۱۹۷۹–۱۹۶۰)
- گائتانو پشه (متولد ۱۹۳۹)
- آرکیزوم (فلورانس)
- سوپراستودیو (تأسیس ۱۹۶۶) فلورانس، ایتالیا
- استودیو ۶۵ (تأسیس ۱۹۶۵)
- پیرو جیلاردی (متولد ۱۹۴۲)

## طراحیپاپ(دهۀ ۱۹۶۰)
- هری برتویا (۱۹۷۸–۱۹۱۵)
- رابین دی (۲۰۱۰–۱۹۱۵)
- جو چزاره کلمبو (۱۹۷۱–۱۹۳۰)
- اولیویه مورگ (متولد ۱۹۳۹)

## طراحی ایتالیایی(دهۀ ۱۹۷۰–۱۹۶۰)
- جو پونتی (۱۹۷۹–۱۸۹۱)
- برونو موناری (۱۹۹۸–۱۹۰۷)
- پیر جاکومو کاستیلیونی (۱۹۶۸–۱۹۱۳)
- مارکو زانوسو (۲۰۰۱–۱۹۱۶)
- آکیله کاستیلیونی (۲۰۰۲–۱۹۱۸)
- ویکو ماجیسترتی (۲۰۰۶–۱۹۲۰)
- آنجلو مانجیاروتی (۲۰۱۲–۱۹۲۱)
- الساندرو مندینی (۲۰۱۹–۱۹۳۱)
- ماسیمو ویگنلی (۲۰۱۴–۱۹۳۱)
- ریچارد ساپر (۲۰۱۵–۱۹۳۲)
- ماریو بلینی (متولد ۱۹۳۵)
- آلبرتو مدا (متولد ۱۹۴۵)
- روبرتو پتزتا (متولد ۱۹۴۶)
- پیرو گاتی، چزاره پائولینی، فرانکو تئودورو (فعال ۱۹۸۳–۱۹۶۵)

## معماری پست‌مدرن(۱۹۵۹) به بعد
- رابرت ونچوری (۲۰۱۸–۱۹۲۵)
- مایکل گریوز (۲۰۱۵–۱۹۳۴)
- هانس هولاین (۲۰۱۴–۱۹۳۴)
- زها حدید (۲۰۱۶–۱۹۵۰)
- فرانک گری (متولد ۱۹۲۹)

## پست مدرنیسم: سبک و براندازی ۱۹۹۰–۱۹۷۰
- رون آراد (متولد ۱۹۵۱)
- لوئیجی کولانی (۲۰۱۹–۱۹۲۸)
- اینگو مائورر (۲۰۱۹–۱۹۳۲)
- دروخ دیزاین (تأسیس ۱۹۹۳)
- فیلیپ استارک (متولد ۱۹۴۹)

## استودیو آلکیمیا(۱۹۸۰–۱۹۷۶)
- میکله د لوکی (متولد ۱۹۵۱)
- اتوره سوتساس پسر (۲۰۰۷–۱۹۱۷)
- الساندرو مندینی
- آندره‌آ برانزی (متولد ۱۹۳۸)
- پائولا ناونه (متولد ۱۹۵۰)
- تریکس و روبرت هاوسمان

## گروه ممفیس(۱۹۸۷–۱۹۸۰)
- مارکو زانوسو (۲۰۰۱–۱۹۱۶)
- اتوره سوتساس (۲۰۰۷–۱۹۱۷)
- الساندرو مندینی (۲۰۱۹–۱۹۳۱)
- مایکل گریوز (۲۰۱۵–۱۹۳۴)
- شیرو کوراماتا (۱۹۹۱–۱۹۳۴)
- آندره‌آ برانزی (متولد ۱۹۳۸)
- جورج سودن (متولد ۱۹۴۲)
- پیتر شایر (متولد ۱۹۴۷)
- خاویر ماریسکال (متولد ۱۹۵۰)
- میکله د لوکی (متولد ۱۹۵۱)
- ماتئو تون (متولد ۱۹۵۲)
- آلدو چیبیچ (متولد ۱۹۵۵)
- ناتالی دو پاسکیه (متولد ۱۹۵۷)
- ماسیمو یوسا گینی (متولد ۱۹۵۹)
- مارکو زانینی (متولد ۱۹۷۱)

## طراحی و معماریژاپنی
- ایسامو نوگوچی (۱۹۸۸–۱۹۰۴)
- ایسامو کنموچی (۱۹۷۱–۱۹۱۲)
- کنجی اکوان (۲۰۱۵–۱۹۲۹)
- شیرو کوراماتا (۱۹۹۱–۱۹۳۴)
- ایسی میاکه (متولد ۱۹۳۸)
- تادائو آندو (متولد ۱۹۴۲)
- نائوتو فوکاساوا (متولد ۱۹۵۶)
- کنگو کوما (متولد ۱۹۵۴)
- توکوجین یوشیوکا (متولد ۱۹۶۷)

## طراحی صنعتی معاصر
- کنت گرنج (متولد ۱۹۲۹)
- دیتر رامس (متولد ۱۹۳۲)
- نورمن فاستر (متولد ۱۹۳۵)
- هارتموت اسلینگر (۱۹۴۴)
- جیمز دایسون (متولد ۱۹۴۷)
- راس لاوگرو (متولد ۱۹۵۸)
- جاسپر موریسون (متولد ۱۹۵۹)
- تام دیکسون (متولد ۱۹۵۹)
- کریم رشید (متولد ۱۹۶۰)
- پاتریسیا اورکیولا (متولد ۱۹۶۱)
- مارسل واندرس (متولد ۱۹۶۳)
- مارک نیوسون (متولد ۱۹۶۳)
- کنستانتین گرچیچ (متولد ۱۹۶۵)
- جاناتان آیو (متولد ۱۹۶۷)